# كأس ستانكوفيتش القاري للأبطال
كأس ستانكوفيتش القاري للأبطال (بالإنجليزية: FIBA Stanković Continental Champions’ Cup)‏ أو اختصاراً كأس ستانكوفيتش وهي بطولة كرة سلة دولية للرجال تُقام في كل سنة في الصين وتنظم من قبل الإتحاد الدولي لكرة السلة وقد سميت باسم رئيس اتحاد كرة السلة الأسبق وأسطورة كرة السلة اليوغوسلافية بوريسلاف ستانكوفيتش ويشارك بها 4 فرق، وأكثر الفرق فوزاً بها هي أنغولا وأستراليا و سلوفينيا.